# Studio scintigrafico della mucosa gastrica eterotopica

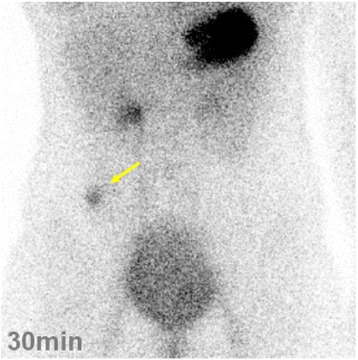
Diverticolo di Meckel visibile alla scintigrafia con pertecnetato (freccia)

Lo studio scintigrafico della mucosa gastrica eterotopica è un'indagine diagnostica di Medicina Nucleare volta ad individuare eventuali foci di mucosa gastrica presenti nel contesto delle pareti dell'intestino.

## Diverticolo di Meckel
Il diverticolo di Meckel è una anomalia congenita dovuta alla presenza di un residuo del dotto onfalo-mesenterico, che si organizza come un sacco a fondo cieco a livello ileale, e può contenere tessuto eterotopico dello stomaco, del pancreas o dell'intestino (sia tenue che crasso). Ha una prevalenza del 2% degli adulti trattati chirurgicamente e può essere sintomatico nei casi di ulcerazione della mucosa ileale adiacente a quella gastrica eterotopica, presentandosi con dolore addominale ed emorragie acute o croniche (diagnosticate con riscontro agli esami ematochimici di anemia microcitica da perdita cronica). Altre complicanze possono essere l'intuscezione, l'ostruzione, l'infiammazione ("meckelite") o la perforazione.

## Studio scintigrafico della mucosa gastrica eterotopica
Questa tecnica diagnostica è preferita allo studio radiologico del transito del piccolo intestino con pasto baritato, grazie alla sua elevata specificità ed al suo valore predittivo positivo (cioè - come definizione generale - la proporzione di pazienti con uno studio considerato positivo, che presentino davvero la patologia) che risulta vicino al 100%.
Come preparazione all'esame è consigliabile il digiuno e la premedicazione nelle 24-48 ore precedenti l'esame con farmaci inibitori della secrezione gastrica (es. ranitidina o cimetidina), per ridurre la secrezione del radiofarmaco nel lume intestinale, aumentando la captazione a livello della mucosa gastrica oppure con glucagone che agisce riducendo la peristalsi.
Viene somministrato per via endovenosa il 99mTc-pertecnetato, ad una dose variabile da un minimo di 20 MBq per la popolazione pediatrica sino a 370 MBq per gli adulti, e si inizia con l'acquisizione delle immagini in proiezione anteriore con una prima fase dinamica (cosiddetta "vascolare") di 1 minuto (1-5 sec/frame), seguita da una fase con frame di 60 secondi per un'ora. Se disponibile, un'implementazione con metodica SPECT o SPECT/CT può migliorare la localizzazione dei reperti. La positività è conferita da un'area di iperaccumulo focale del radiofarmaco più frequentemente localizzata al quadrante inferiore di destra, che persiste per tutta la durata dello studio.